# Адамава (штат)
Адама́ва (англ. Adamawa, фульф. 𞤤𞤫𞤧𞤣𞤭 𞤢𞤣𞤢𞤥𞤢𞥄𞤱𞤢) — штат на північному сході Нігерії. Адміністративний центр штату — місто Йола.

## Адміністративний поділ
Штат поділений на 21 територію місцевого управління:
- Фуфоре
- Ганай
- Гомбі
- Гуюк
- Хонг
- Джада
- Шелленг
- Демса
- Магадалі
- Маїха
- Майо-Белва
- Мічіка
- Північне Мубі (Мубі)
- Нуман
- Сонг
- Південне Мубі
- Північна Йола
- Південна Йола
- Гіреї
- Тоунго
- Ламурде
- Йола (столиця штату)